# عبا

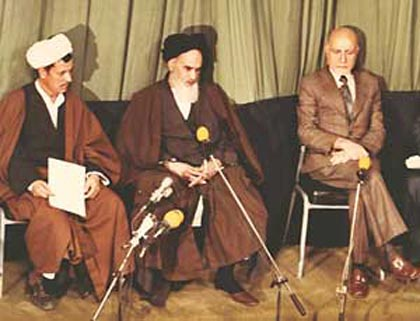
مهدی بازرگان، آیت الله خمینی و اکبر هاشمی رفسنجانی در حالی که خمینی و رفسنجانی عبا بر تن دارند

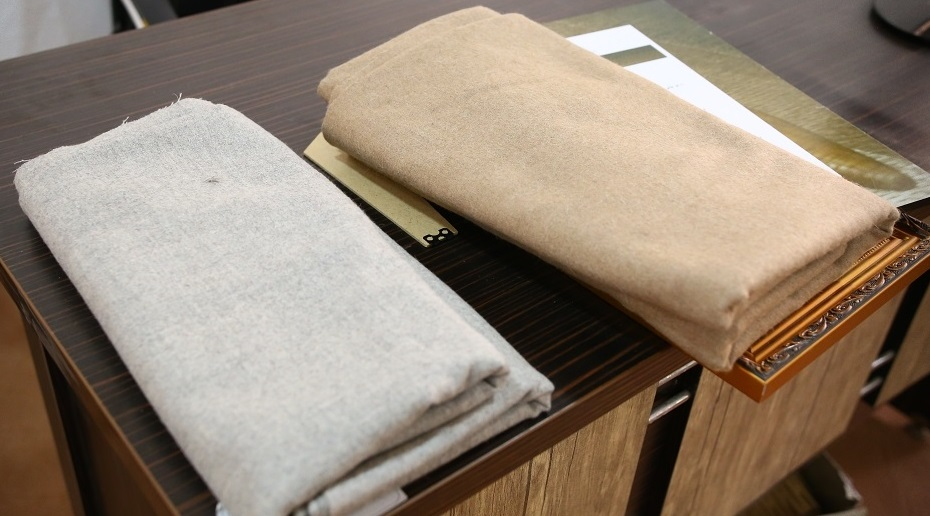
پارچه های عبا بافته شده در استان بوشهر

عبا نوعی روپوش بلند و جلو باز شنل مانند است که روحانیان ایران می‌پوشند. آستین ندارد، ولی سوراخ‌هایی در آن تعبیه شده‌است که دست‌ها را از آن بیرون می‌گذارند. در برخی مناطق از پارچه و در برخی مناطق از پشم بوده‌است. چادر عربی یا عبایا نوعی عبای زنانه است. 
عبابافی از صنایع دستی قدیمی رایج در استان بوشهر و شهرستان نائین است. جنس عبای نائین از کرک شتر یا پشم گوسفند است.

## استفاده از عبا
محسن صدرالاشرف یکی از نخست وزیران پهلوی اول در خاطراتش می نویسد قبل از پهلوی نصفی از مردم ایران عبا داشتند که یا دائم یا موقتا (مثلا برای نماز) بردوش می انداختند. 
اما در زمان پهلوی اول قانونی مصوب شد که عامه مردم را از استفاده عبا و عمامه منع و فقط برای روحانیون آزاد شد. در قانون مجلس شورای ملی استفاده از عبا و عمامه فقط برای مجتهدین، پیش نمازان، طلاب و مدرسین حوزه مجاز اعلام شد.

## عبا در روایات
در روایات اسلامی آمده استفاده از رداء در نماز مستحب است و رداء پارچه ای است که بر شانه ها بیافتند چه کوتاه باشد و به ساق نرسد و چه بلند باشد و به ساق برسد. بنابراین طبق نظر فقها عبای امروزی نیز شامل بنوعی رداء محسوب می شود. از این رو روح الله خمینی در صحنه ای که در تلویزیون ایران پخش شده است در حال نماز پارچه ای روی دوش خود انداخته است. 

## در منابع تاریخی
محمد مناظر احسن در کتاب خویش در این باره مینویسد: «عبا گویا در میان عربان تن پوشی بود که مردان و زنان میپوشیدند، چه پیش از اسلام و چه بعد از آن. بنا بر نوشته ی لسان عبا جامه ای است همانند کسا. دوزی آن را جامه ای میداند شبیه به شنل کوتاه که جلو آن باز است و بی آستین ولی دو سوراخ دارد برای بیرون کردن بازوان.
عبا جامه ای بود ویژه ی بادیه نشینان و بیشتر از پارچه ای خشن یا گاهی از پشم به رنگ های گوناگون دوخته میشد. عبا را چون شهریان در شهرهای بزرگ در برکردند دگرگونیهایی در آن پدیدار کردند و بیشتر از پارچه های ظریف و گرانبها دوختند. بغدادیان عبای نازک را در تابستان در برمیکردند. اما زنان بغدادی به جای عبا، ازار میپوشیدند.» 

## حکم استفاده از عبا در نماز
اکثر علمای شیعه از جمله علی خامنه ای، ناصر مکارم شیرازی، علی سیستانی، حسین نوری همدانی استفاده از عبا در نماز را مستحب می دانند. 